# Isolation (film, 2005)
Pour les articles homonymes, voir Isolation.
Pour plus de détails, voir Fiche technique et Distribution.
Isolation est un film d'horreur américano-irlando-britannique écrit et réalisé par Billy O'Brien, sorti en 2005.
Il est sélectionné et présenté dans la section « Midnight Madness », le 11 septembre 2005, au Festival international du film de Toronto.

## Synopsis
Tout proche de la faillite, le petit exploitant agricole Dan Reilly doit se résoudre à de sombres décisions pour sauver sa modeste exploitation. Il accepte donc de l'argent en échange de tests de fécondation menés sur son bétail par un laboratoire de biotechnologies. Orla, l'ex-compagne de Dan et vétérinaire de son état, étant chargée de suivre l'évolution des animaux. Lors d'un contrôle de routine, certaines anomalies troublantes sont détectées par la vétérinaire et celle-ci alerte le responsable du laboratoire, John, mais il est trop tard. Une abominable mutation s'accomplit et, en un rien de temps, le rêve de sauvegarde de l'exploitation vire au cauchemar…

## Fiche technique
Sauf indication contraire, les informations mentionnées dans cette section peuvent être confirmées par la base de données cinématographiques IMDb,  présente dans la section « Liens externes ».
- Titre original : Isolation
- Réalisation et scénario : Billy O'Brien
- Musique : Adrian Johnston
- Direction artistique : Tamara Conboy
- Décors : Paul Inglis
- Costumes : Suzanne Cave
- Photographie : Robbie Ryan
- Son : Mervyn Moore
- Montage : Justinian Buckley
- Production : Bertrand Faivre, Ed Guiney et Ruth Kenley-Letts
- Production déléguée : Stephanie Denton, Andrew Lowe, Brendan McCarthy, Nick Meyer, Tessa Ross et Mark Woods
- Sociétés de production : Blue Orange Productions, Bórd Scannán na hÉireann, Castle Films, Element Films, Film Four, Frog Films, Lions Gate Films et The Bureau
- Sociétés de distribution : Lionsgate UK (Irlande), TFM Distribution (France)
- Pays de production :  Royaume-Uni /  Irlande /  États-Unis
- Langue originale : anglais
- Format : couleur
- Genre : horreur ; science-fiction, thriller
- Durée : 94 minutes
- Dates de sortie :
  - Canada : 11 septembre 2005 (Festival international du film de Toronto)
  - France : 7 juin 2006
  - Belgique : 6 septembre 2006
  - Irlande : 29 septembre 2006
  - États-Unis : 26 juin 2007 (DVD)
- Film interdit aux moins de 12 ans lors de sa sortie en France.

## Distribution
- John Lynch (VF : Jean-Michel Fête) : Dan Reilly, le propriétaire de la ferme
- Essie Davis (VF : Diane Valsone) : Orla, la vétérinaire
- Ruth Negga (VF : Olivia Dalric) : Mary, la petite-copine de Jamie
- Sean Harris (VF : Xavier Thiam) : Jamie, le petit-copain de Mary
- Marcel Iures (VF : François Chaix) : John, le scientifique
- Crispin Letts : le docteur
- Stanley Townsend (en) : Garda Hourican, le policier

## Production
Le tournage a lieu à Kilbride (en) dans le comté de Wicklow, en Irlande.

## Distinctions

### Récompenses
- Gerardmer 2006 :
  - Grand Prix
- Fantastic'Arts 2006 :
  - Grand Prix
  - Prix de la Critique
- Screamfest 2006 :
  - Meilleur film
  - Meilleure actrice Essie Davis
  - Meilleur réalisateur Billy O'Brien

### Nomination
- Dublin Film Critics' Circle 2006 : meilleur film irlandais